# Ana Serret Ituarte
Ana Serret Ituarte (Madrid, 1970) es una directora de cine española. Ha dirigido cortometrajes, largometrajes y documentales, algunos de los cuales obtuvieron premios en festivales nacionales e internacionales, como el cortometraje Extras, ganador en 2005 del Premio Goya al Mejor Corto Documental.

## Trayectoria
Entre 1991 y 1996, Serret trabajó en rodajes como auxiliar y 2ª de dirección con los realizadores Mario Camus, Mariano Barroso, Gerardo Vera, Fernando Colomo y otros. Posteriormente, fue montadora en un estudio de postproducción de Roma. Volvió a Madrid para incorporarse a la productora Cero en Conducta y posteriormente a su sucesora López-Li Films, donde trabajó como asistente de dirección de José Luis López-Linares, en la película Extranjeros de sí mismos nominada a los Premios Goya en 2000 como mejor película documental. De nuevo junto a López-Linares, trabajó como montadora en Un instante en la vida ajena, que ganó el Premio Goya en 2004 al mejor documental. Al año siguiente, Serret dirigió su primer cortometraje Extras que ganó el Premio Mejor Documental en la Semana de Cine de Medina del Campo de 2004 y el Premio Goya 2005 a Mejor Cortometraje Documental. También participó en diversos festivales como Documenta Madrid, el Festival Internacional de Cortometrajes Ciudad de Lorca o el Festival de Málaga.
En 2015, comenzó a colaborar en el programa Cine en curso de A Bao A Qu, una asociación cultural sin ánimo de lucro que desarrolla proyectos que vinculan creación artística y educación. Ese mismo año, estrenó su primer largometraje documental La fiesta de otros, que participó en varios festivales como Documenta Madrid, Porto/Post/Doc, Festival Internacional de Cine Documental de Guangzhou (China), Festival Internacional de Cine de Murcia - IBAFF, Underdox Munich y que ganó el premio Docma Mejor Largometraje y la Mención Especial del Jurado en el Festival Alcances.
En 2017, se estrenó en el Festival de Cine Europeo de Sevilla, El señor Liberto y los pequeños placeres, film ganador de varios premios como el Premio a la Mejor Fotografía en Documenta Madrid 2018 y los premios Mejor Largometraje y Mejor Dirección en el Festival Alcances 2018. Trata sobre el alzhéimer y está narrado a través de la situación del padre de Serret, que padece la enfermedad y es el protagonista del documental. Este trabajo se presentó en festivales como el Festival Internacional de Cine de Murcia - IBAFF, el Festival de Málaga 2018 o Rizoma.
En 2025, se estrenó Apuntes para una ficción consentida, con guion y dirección de Serret. El film presenta a Lea Grand, una actriz suiza que se enfrenta al desafío de redefinir su identidad profesional en un país extranjero. A lo largo de su estancia en Madrid, recibe la ayuda de diversos personajes que se cruzan en su camino, sin embargo, a pesar del apoyo recibido, se da cuenta de que su búsqueda de identidad está mal encaminada. Protagonizan la cinta Isabelle Stoffel, Àlex Brendemühl, Violeta Rodríguez, Manfred Liechti y Mona Petri.

## Reconocimientos
2004 - Premio al mejor corto en la Semana de Cine de Medina del Campo por Extras.
2005 - Premio Goya 2005 al Mejor Corto Documental por Extras.
2015 - La fiesta de otros obtuvo el Premio DOCMA para la exhibición en su red de cines del Festival de Cine Documental Alcances.
2015 - Mención Especial del Jurado Categoría Largometraje del Festival de Cine Documental Alcances para La fiesta de otros.
2018 - El señor Liberto y los pequeños placeres ganó el Premio Lens a la Mejor Fotografía de Competición Nacional de Largometraje del Festival Internacional de Cine Documental DocumentaMadrid.
2018 -  Primer premio del Festival de Cine Documental Alcances, en su 50ª edición para El señor Liberto y los pequeños placeres.
2018 - Premio Aedava a la Mejor Dirección de la Sección Oficial en la categoría de largometrajes del Festival de Cine Documental Alcances por El señor Liberto y los pequeños placeres.